# Реакція Пікте — Шпенглера
Реакція Пікте — Шпенглера (англ. Pictet — Spengler reaction) — утворення тетрагідроізохінолінів конденсацією альдегідів з β-арилетиламінами під дією кислоти (пр., HCl). Циклізація відбувається як внутрімолекулярне електрофільне алкілювання ароматичного ядра енаміновим фрагментом молекули.
Реакцію проводять при нагріванні (до 100 °С), але в певних випадках може бути проведена в умовах, близьких до фізіологічних (рН 5 — 6, 25 — 30 °С). Застосовується в комбінаторній хімії.